# زنان در عراق
وضعیت زنان در عراق طبق شاخص‌های جهانی وضعیت مطلوبی ندارد؛ و به‌طور کلی شرایط زنان عراق تحت تأثیر عوامل متعددی از جمله جنگ، تاریخ، مذهب و رویدادهای سیاسی قرن۲۰ و ۲۱ قرار گرفته است. با اینکه سازمان‌های خصوصی من جمله بنیاد دفاع از دموکراسی و بنیاد محمد نیکزاد مشغول مبارزه علیه خشونت خانگی زنان عراق هستند اما هنوز هم عراق با رتبه ۱۶۰ در جدول شاخص نابرابری جنسیتی قرار گرفته است.

## قبل از اسلام
سنگ نوشتهها، نقاشی‌ها و شواهد دیگر تاریخی نشان می‌دهد که نقش زنان عراقی بیشتر معطوف به تهیه غذا و تولید مثل بوده است. در واقع جامعه و مردان، همچون سایر نقاط جهان، هیچ نقش برجسته ای در اداره زندگی به زنان واگذار نمی‌کردند.
این شرایط به‌طور نسبی در هر دوره ای ادامه داشته و رفته رفته به فرهنگ تبدیل شده است؛ مثلاً زنان عراقی قبل از ورود اسلام با مشکلات متعددی مواجه بوده‌اند و با اینکه اسامی متعددی از زنان به عنوان دانشمند ذکر شده است اما خشونت مردان و جامعه علیه زنان، نشان دهنده فراگیر بودن تفکرات ضد زن در جامعه آن زمان می‌باشد.
به عنوان مثال صدور برخی از فرمان‌ها توسط حکومت‌های وقت، نشان می‌دهد که سلاطین و پادشاهان وقت عراق، حاضر به دادن موقعیت اجتماعی بالایی به این قشر نبوده‌اند.

### بعد از اسلام
برای اولین بار برخی از قوانین موجود در کتاب مسلمانان با نام قرآن، به زنان دسترسی‌های بیشتری اعطا کرد؛ مثلاً پیامبر مسلمانان با دادن سهم ارث، نفقه و ایجاد برخی از قوانین سعی در بهبود جایگاه زنان داشت. هر چند به گفته بسیاری از کارشناسان، نگاه و تفکرات خود اسلام به زنان سبب تشدید خشونت‌ها در آینده شد. به عنوان مثال گروه داعش با بهره‌گیری و تفسیر آیات قرآن، دست به اقدامات عجیبی علیه زنان عراقی زده است.
به هر حال ورود اسلام هم نتوانست شرایط نیمی از افراد جامعه را بهبود بخشد و احکام موجود در قرآن رفته رفته سبب تشدید فشارها علیه زنان شد. به عنوان نمونه احادیث و سوره‌های قرآن موجب اجرای قوانینی همچون حجاب اجبای، چند همسری و ازدواج موقت شد.

## زنان در حکومت‌ها
دیدگاه پادشاهان و خود مردم عراق در حکومت‌های مختلف تا حدی شبیه به یکدیگر بوده است، چرا که تفکرات مردم در دوران قبل از اسلام تحت تأثیر برخی آموزه‌ها و پس از اسلام تحت تأثیر آموزه‌های جدیدتری قرار گرفته است.
شاید این مشکل به دلیل سکون عقاید و نظریه‌های جدید باشد. به عبارت دیگر عدم تولید مطالب اصولی، دست سنت‌های کهنه را برای هزارن سال تصمیم‌گیری باز نگه داشت و سبب شد تا زنان تحت تأثیر این قوانین آسیب‌های زیادی ببینند.

### صدر اسلام
با اینکه برخی از احکام اسلامی توانست ارزش بیشتری به زنان عراق دهد و مانع کشته شدن نوزادان دختر شود اما وجود تفکرات قبیله ای، باورهای مذهبی جدید و دستوران الهی موجود در قرآن شرایط را بدتر کرد.
ماندن زن در خانه: در صدر اسلام ماندن زن در خانه و پرداختن به امور کودکان ارزشمند شد. به همین دلیل حبس کردن زنان عراقی که قبل از ورود اسلام همه گیر نشده بود، به نشانه ایمان مردان مسلمان تبدیل شد.
حجاب اجباری: چند سال پس از استقرار حکومت مسلمانان، زنان عراق به تبعیت از دستور الهی رو به حجاب اجباری آوردند. در واقع با توجه به استقرار حکومت مسلمین، افراد غیر مسلمان هم مجبور به اجرای این حکم شدند.

### خلافت عباسی
به‌طور کلی در دوران حکومت عباسیان زن به عنوان مظهر زیبایی و گرم کردن مجالس به‌شمار می‌آمد و غیر از این موارد ظاهری هیچ ارزش دیگری نداشت. همین تفکرات زمینه بروز خشونت‌های شدید را ایجاد کرد. با اینکه در همان برهه تاریخی فیلسوفان، دانشمندان و عارفان زن متعددی وجود داشتند، اما حکومت عباسی کمترین توجهی به دستاوردهای زنان نداشته است. با نگاه به کتب تاریخی می‌توان دریافت که ارزش زن در این دوره به کیفیت رقص، زیبایی و اندام خوبشان بوده است و نه نوع تفکر و زیستن آن‌ها.
ممنوعیت ورود زنان به حکومت: با وجودی که زنان هنرمند و با سواد زیادی در جامعه زندگی می‌کردند اما قوانین سفت و سخت حاکمان عباسی مانع ورود زنان تحصیل کرده به اداره کشور شد.
حجاب اجباری: قانون حجاب اجباری در عراق رفته رفته به سنتی قدیمی تبدیل شد و حاکمان عباسی در کشور عراق کوشیدند تا با پر رنگ کردن آن نشان دهند که همچنان احکام اسلامی و احترام به آموزه‌های قرآن برقرار است. این گونه افکار سیاسی موجب شد تا خدشه جبران ناپذیری به جایگاه زنان وارد شود.

### حکومت مغولان
با تصرفت سرزمین‌های کشور عراق توسط سرداران چنگیز خان، مثل همیشه زنان بزرگ‌ترین ضربات انسانی را متحمل شدند.
خرید و فروش کنیز: در این عصر زنان عراقی به عنوان کنیز و یکی از ابزار ارضا شهوات مردان، خرید و فروش شدند و علاوه بر آن در اوایل حکومت مغولان در عراق، تحت شدیدترین شکنجه‌ها قرار گرفتند. طبق اسناد موجود رفتار سربازان مغول با زنان بعد از هر پیروزی خارج از چهارچوب‌های انسانی بود. زنان عراقی پس از هر بار نزدیکی توسط صاحبانشان به بازار برده فروش‌ها برده می‌شدند.
آزادی حجاب و پوشش: با این حال آزادی حجاب و تحصیلات فراگیر از دستاوردهای حضور مغلولان برای زنان عراقی محسوب می‌شود. به عبارت دیگر به دلیل مسلمان نبودن حاکمان مغول، زنان عراقی توانستند تا سال‌ها بنابر اختیار خودشان زندگی کنند و خانواده‌های ثروتمند دخترانشان را برای تحصیل به مکتب بفرستند.

### عثمانی‌ها
با تصرف سرزمین‌های عراق توسط ترکان و روی کار آمدن حکومت عثمانی در این کشور، بار دیگر مجموعه ای از محدودیت‌ها علیه زنان شکل گرفت. به گفته کارشناسان این عصر ضربات مهیبی به پیکر نیمه جان جامعه زنان وارد آورد.
حجاب اجباری: اولین اقدام حاکمان عثمانی، صدور قوانینی مبنی بر حجاب اجباری زنان در بیرون از خانه بود. مردان مسلمان هم که عرصه را برای پیاده‌سازی آموزه‌های مذهبی خود مناسب می‌دیدند، با فشار علیه زنان شان بار دیگر قدرت انتخاب پوشش را از همسران شان گرفتند.
خانه نشینی: با اینکه هیچ قانونی از طرف عثمانی‌ها در رد یا تأیید خانه نشینی زنان صادر نشد، اما با گسترش روزافزون قوانین مذهبی، مردان با تکیه بر آموزه‌های دینی بار دیگر زنان عراقی را در خانه حبس کردند.
تفکیک جنسیتی: قبل از این پسران و دختران در محیط‌های آموزشی در کنار یکدیگر به تحصیل می‌پرداختند اما با قدرت گرفتن عثمانی‌ها، تفکیک جنسیت از سوی حاکمان آغاز شد و به بهانه‌های مختلف زنان از ورود به کلاس‌های درس مختلط محروم شدند.

### در عراق جدید
قیام بزرگ مردم عراق در سال ۱۹۲۰ سبب تشکیل کشور جدید به نام عراق شد. در واقع عراق پس از قرن‌ها، استقلال خود را از امپراتوری عثمانی باز پس گرفت.
نقش زنان از نخستین روزهای قیام مردم عراق مشهود بود. آن‌ها توانستند در کنار مردان عراقی اعتراضاتشان را ساماندهی کرده و به هدف خود برسند.
به دلیل عدم ثبات سیاسی از سال ۱۹۲۰ تا ۱۹۷۰ کمتر کسی به فکر دادن حقوق اولیه به زنان عراقی بود، چرا که اکثر جنبش‌های مردمی در فکر پیش بردن اهداف دیگری بودند.

## حق رای
با قدرت‌گیری حزب بعث عراق با سردمداری احمد حسن البکر، تحولات گسترده از به نفع زنان عراقی اتفاق افتاد. آن‌ها برای اولین بار در تاریخ سیاسی عراق دارای حق رای، حق مالکیت و مشارکت در امور سیاسی شدند. این تصمیم با وجود مخالفت‌های گسترده از سوی برخی از علمای شیعه، اهل سنت و با اقبال جامعه جهانی و روشنفکران عراقی مواجه شد.

### شرایط کنونی
در حال حاضر زنان با داشتن حق رأی یکی از عوامل تغییر حکومت‌ها به روش دموکراتیک هستند. هرچند میزان مشارکت پایین آن‌ها سبب نگرانی جامعه جهانی و بنیاد دفاع از حقوق زنان شده است اما این روند در حال پیشرفت است. گروهی از فعالان حقوق زنان در عراق با انتشار نامه ای در سال ۲۰۱۲ به ضرورت دفاع از حق رأی زنان تأکید کردند.
در قسمتی از این نامه آمده است:
 … کمترین تأثیر حق رای زنان این بوده که مردان عراقی برای نخستین بار پذیرفته‌اند که یک زن حق انتخاب افراد حکومتی را دارد… جالب است که مردان عراقی این نکته را پذیرفته‌اند و اعتراضی هم ندارند. این شروع خوبی در جهت رسیدن به حداکثر حقوق زنان در جامعه ای پویا است

## آموزش زنان
نظام آموزشی عراق در سال ۱۹۲۱ تأسیس شد، اما تحول اصلی برای زنان در دهه ۱۹۷۰ میلادی رخ داد. به وجود آمدن آموزشگاه‌ها و مراکز آموزش عالی خصوصی، یکی از دستاوردهای نظام عراق در امر برابری حقوق زن و مرد بود.
اما با تحریم این کشور توسط جامعه جهانی و ایالات متحده آمریکا، بیشتر این مراکز که توسط بودجه‌های دولتی اداره می‌شد، بسته شد. در واقع این اتفاق سبب شد تا آموزش زنان در شرایط بدی قرار بگیرد.
 تحریم و تضعیف آموزش زنان: در زمان تحریم‌های گسترده جهان علیه حزب بعث عراق، دولت حاکم بر عراق را با مشکلات اقتصادی زیادی روبرو کرد در نتیجهٔ آن دولت بسیاری از هزینه‌های خود را کاهش داد. یکی از قسمت‌هایی که در پی اتخاذ سیاست کاهش بودجه عمومی ضربات شدیدی خورد، بخش آموزش زنان بود تعداد زیادی از مدارس دولتی بسته شد و مدارس خصوصی جدیدی تأسیس شد. قشرها ضعیف جامعه که توانایی پرداخت شهریه‌های سنگین را نداشتند، با خانه‌نشین کردن دختران خود مانع از باسواد شدن آن‌ها شدند.

### پس ازصدام
پس از سرنگونی حزب بعث عراق توسط ایالات متحده آمریکا، نظام عراق با چالش‌هایی نظیر جنگ داخلی و شورش‌های گسترده مواجه شد. به همین دلیل نتوانست یه آموزش زنان عراقی توجه ویژه ای نشان دهد. هر چند صدور قوانین حکومتی سبب از بین رفتن برخی از تبعیض‌ها شد
حذف تفکیک جنسیتی: دولت وقت که متشکل از جناح‌های سیاسی مختلفی بود، توانست با صدور قوانین جدیدی مانع از جدایی دختران و پسران در مدارس شود. این کار یک موفقیت محسوب می‌شود، چرا که به گفته کارشناسان، اولین شکاف‌ها را در تفکرات سنتی مردم عراق باز کرد.

### آموزش در حکومتداعش
با قدرت گرفتن داعش در قسمت‌هایی از کشور عراق، همچون گذشته‌های دور زنان از تحصیل منع شدند و تبعیض جنسیتی در آموزش عمومی از سر گرفته شد.
در واقع احکام داعش مانع از حضور دختران جوان در مدارس سطح پایه شد، چرا که معتقد بودند وظیفه زن حفظ ارزش‌های خانواده و رسیدگی به کودکان می‌باشد.
این دیدگاه‌ها بار دیگر زنان عراقی را از تدریس و تحصیل محروم کرد و سبب شد تا نسل دیگری از زنان بی سواد در عراق شکل بگیرد.

### آمار آموزشی زنان

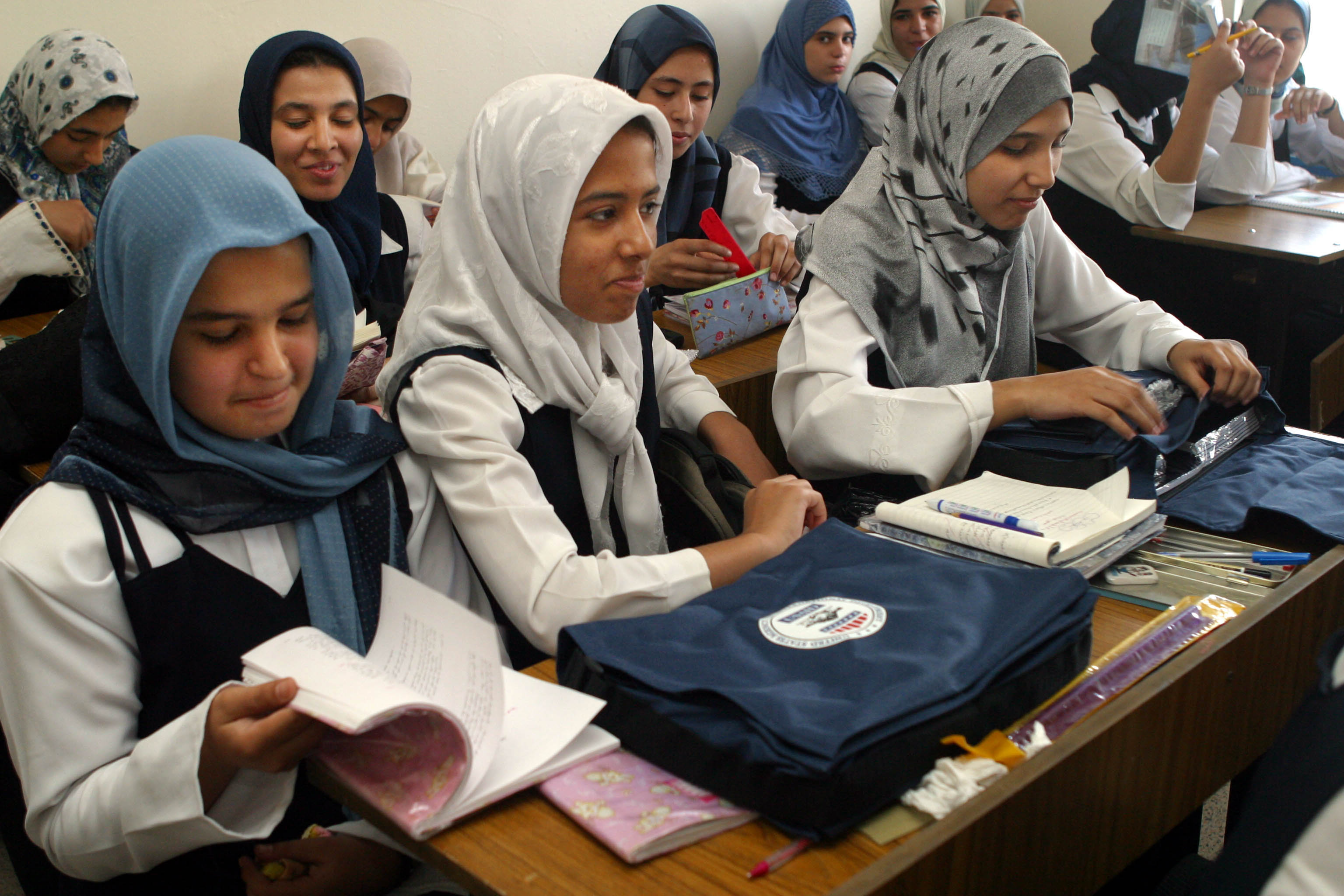
دختران عراقی در حال تحصیل

در حال حاضر ۲۶ درصد زنان عراقی بی سواد هستند. این آمار در زنان ۱۵ تا ۲5 ساله حدود ۸۵ درصد می‌باشد. طبق استاندارهای جهانی زنان عراقی با داشتن شاخص بالای بی سوادی در بین نوجوانان، دچار ساییدگی سواد هستند.
| سطح تحصیلات               | زن (%) | مرد (%) | مجموع (%) |
| ------------------------- | ------ | ------- | --------- |
| ابتدایی                   | ۲۸٫۲   | ۳۰٫۲    | ۲۹٫۲      |
| راهنمایی                  | ۹٫۶    | ۱۳٫۷    | ۱۱٫۶      |
| دبیرستان                  | ۵٫۰    | ۸٫۹     | ۶٫۹       |
| دیپلم                     | ۳٫۸    | ۵٫۴     | ۴٫۶       |
| بالاتر (تحصیلات دانشگاهی) | ۳٫۱    | ۵٫۶     | ۴٫۴       |

پلیس فدرال عراق در حال کمک به یک دختر

با اینکه ۶۵ درصد جمعیت عراق را زنان تشکیل می‌دهند و ۷۵ درصد نیروی کار کشاورزی این کشور متعلق به این گروه است، اما شرایط حقوقشان در وضعیت بدی قرار دارد. به‌طور کلی نقض حقوق زنان در عراق مشهود است و در سال‌های اخیر با تقویت تفکرات سلفی و وهابی افزایش یافته است.

### تلاش‌ها برای حقوق زنان
ائتلاف گروه‌های عراق: در تاریخ ۸ مارس ۲۰۱۱ مطابق با روز جهانی زن، یک ائتلاف بزرگ متشکل از ۱۷ گروه که هدفشان حمایت از حقوق زنان بود در عراق، شبکه سراسری برای مبارزه با خشونت علیه زنان را تشکیل دادند.
نجات زنان: سازمان نجات زنان(به انگلیسی: OWFi) در سال ۱۹۹۸ در کردستان عراق تأسیس شد و پس از سرنگونی صدام حسین، فعالیت‌هایش را به کل کشور گسترش داد. تمرکز این گروه بر روی مبارزه با قتل‌های ناموسی و آزار و اذیت زنان است.
قوانین کلی این گروه از زبان مؤسس آن به شرح زیر است:
 این سازمان
1. به دنبال ایجاد شرایطی برابر و لغو قانون‌های تبعیض آمیز هستیم.
2. به دنبال جدا کردن دین از آموزش و پرورش هستیم.
3. به دنبال پایان دادن به قتل‌های ناموسی و هرگونه فشاری علیه زنان توسط سیاسیون هستیم.
4. به دنبال پایان دادن به پوشش و حجاب اجباری هستیم.
5. به دنبال ایجاد شرایطی در جهت مشارکت زنان در امور اقتصادی، سیاسی و اجتماعی هستیم.
6. به دنبال تفکیک جنسیتی در هر مقطعی در نظام آموزشی کشور هستیم.

سازمان آزادی زنان: با تلاش‌های صورت گرفته توسط ینار محمد، ناصیک احمد و نادیا محمد، سازمان آزادی زنان در عراق شکل گرفت. وظیفه این سازمان بهبود شرایط زندگی و قوانین مربوط به زنان عراقی است. به‌طور کلی این گروه به دنبال از بین بردن تأثیر آموزه‌های مذهبی از قوانین زنان جامعه در چهارچوب سکولاریسم است.

## ازدواج
طبق قانون حداقل سن برای ازدواج دختران ۱۸ سال است. هر چند این قانون به صورت ظاهری رعایت می‌شود و خانواده‌ها در نقاطی از کشور دختران را در سنین کمتر وادار به ازدواج می‌کنند.
به عنوان مثال گزارش سالیانه دیدبان حقوق بشر نشان می‌دهد که در کردستان عراق ازدواج اجباری، ازدواج کودکان و بریدن آلت زنانه سه مورد از مشکلات بزرگ است؛ بنابراین با اینکه قوانین روشنی در مورد ازدواج زنان در کشور عراق موجود است اما تفکران سنتی و قبیله ای مانع اجرای آن شده است.
طلاق در جامعه عراق تا حدودی قابل قبول است، هرچند تفسیر مردم از این موضوع می‌تواند متفاوت باشد و حتی برای زنان مطلقه آزار دهنده باشد.

## مشکلات حقوق
سیستم حکومتی عراق در مورد زنان بر پایه احکام اسلامی است. قانون اساسی که در سال ۲۰۰۵ توسط نمایندگان احزاب گوناگون نوشته شد، معتقد است که همه قوانین خانواده و زنان باید مطابق اسلام و شریعت اجرا شود.

### مشکلان حقوقی
قانون عراق مشکلات زیادی را برای زنان به وجود آورده است. طبق قانون زنان در اموری همچون حضانت، ارث، شهادت در دادگاه، و بعضی موارد نیمی از آن مردان حق و حقوق دارند.
شهادت: به عنوان مثال شهادت هر دو زن با شهادت یک مرد در دادگاه برابر است.
نداشتن حق انتخاب:یکی دیگر از مشکلات حقوقی زنان در عراق، مربوط است به نداشتن حق انتخاب و حمایت نکردن قانون از آن‌ها.
به عنوان مثال اگر زنی به دلیل خیانت به همسر یا نزدیکی با یک فرد بیگانه، توسط همسر یا اقوام نزدیکی همچون پدر یا برادرش به قتل برسد، قانون عراق کم‌ترین حمایتی از وی به عمل می‌آورد و مردم و قانون حق را به قاتل یا قاتلان می‌دهد.
سال ۲۰۰۸ میلادی، یک دختر ۱۷ ساله عراقی پس از برقراری ارتباط جنسی و عاطفی با یک سرباز انگلیسی، توسط پدر و دو برادرش در خیابان به قتل رسید. پلیس قاتلان را دستگیر کرد اما پس از چند ساعت آن‌ها را آزاد کرد.